# 中欧大学
中欧大学（英語：Central European University, CEU）是一所私立人文社科研究型大學，从事人文科學、社會科學、法律和管理领域的教学与研究。该校在美国纽约州注册登记，总部设在奥地利维也纳，共设有維也納和布达佩斯2个校区。
对冲基金经理、政治活动家和亿万富翁慈善家乔治·索罗斯为中欧大学提供了8.8亿美元的捐赠基金，使该大学成为欧洲最富有的大学之一，特别是按学生人均计算。 该大学与開放社會基金會密切相关，其宗旨是促进开放社会。

## 歷史沿革
鉴于東方集團的垮台和随之而来的民主化，人们认为中欧地区需要一所独立的国际性大学。1991年，在蘇聯解體、東歐解放的時代背景下，中歐大學由喬治·索羅斯撥款建校。創建该大学念頭源自1989年前在南斯拉夫（今克罗地亚）杜布羅夫尼克舊城舉行的一系列講座。1989-1990年，中欧大学试图在斯洛伐克首都布拉迪斯拉发成立，但由于当地民族主义政客的反对而告终。
中欧大学正式成立于1991年，其愿景是致力于研究开放社会和民主化的当代挑战。最初的目标是创建一个西方模式但又具有明显中欧特色的机构，以促进区域间合作，培养新一代精英，以助力在整个中东欧地区实现民主转型。中欧大学最初设有布达佩斯、布拉格和华沙3个校区，主校区位于布拉格，但由于其创始人与捷克政府尤其是时任捷克总理瓦茨拉夫·克劳斯之间的政治和金融冲突，于1995年搬到了布达佩斯。
在新世纪第一个十年中，中欧大学将其重点从本区域扩大到全球，特别强调促进世界各地的民主和人权，将区域研究与国际视野相结合，强调比较和跨学科研究，以产生新的学术和政策举措，实现善治和法治，将其国际合作和财政援助计划扩展到发展中国家。
中欧大学还开设该地区首个性别研究和环境科学硕士学位课程。中欧大学的媒体、数据和社会中心是该地区媒体、传播和信息政策研究的领先中心。
2007年10月14日，喬治·索羅斯辭去中歐大學董事會主席一職，其職位由前董事會副主席、紐約大學巴特學院院長利昂波特斯坦接任，任期為兩年。喬治·索羅斯作為中歐大學終身理事，將會以董事會名譽主席的身份繼續留任。2009年8月1日，美國前國務卿、著名人權專家及法學專家約翰·史達克先生接替耶胡達埃爾卡納出任校長一職。2016年起，加拿大政治家及政治學學者葉禮庭擔任校長職位。2021年6月，葉禮庭宣布他将卸任大学校长，而人类学家沙里尼·兰德里亚将接替他担任第六任校长，成为首位担任这一职务的女性。

## 法律基础
中欧大学以美式四年制为基础，由來自世界各地的校內董事会管理，持有经美国纽约州立大学评议委员会代表纽约州教育部颁发特许执照，学历被美国中部诸州大学联合会高等教育委员会认可。在布达佩斯运营期间，中欧大學大部分員工為匈牙利人。在匈牙利，中欧大学是被官方认可的私立大学。自2004年起，被匈牙利评审委员会认可其高等教育院校资格，大學資歷同時受美國及匈牙利認可。
自2017年起，匈牙利政府開始質疑及挑戰中欧大学的法律基礎。右翼的欧尔班·維克多政府尋求要取締中歐大學，主要原因是大學由喬治·索羅斯開辦，其主張自由主義及開放移民的政治立場與奧班右翼政府主張的右翼民粹主義及民族保守主義所不符。匈牙利政府計劃草擬法案，要求所有民間組織要鉅細無遺地公布財政狀況，名義上要更公開透明，實際上是打壓索羅斯资助的非政府組織。3月28日，奧班政府向國會提交法案，規定所有在匈牙利辦分校的外國大學，都一定要在原註冊國家營運校舍。匈牙利國會4月通過《高等教育法案》修定案，增加外國註冊大學須在原註冊地設校舍等規定，而匈牙利28間海外註冊大學中，只有在美國紐約州註冊的中歐大學不合資格。美國國務院呼籲匈牙利暫緩實行高教法修正案。而中歐大學布魯塞爾校友會也希望歐盟和美國能有進一步的動作。这种情况在匈牙利引发了关于学术自由的讨论，并引发了支持中欧大学的广泛抗议。2020年10月6日，欧洲法院裁定匈牙利政府制定的“驱逐中欧大学”（lex CEU）立法案有违欧盟法律。《纽约时报》指出，“欧尔班长期以来一直将该校视为自由主义的堡垒...多年来一直妖魔化纳粹占领匈牙利的幸存者索罗斯，指责他试图通过促进非法移民来破坏欧洲文明，并经常采用反犹主义隐喻。”
自2019年9月30日起，中欧大学大部分专业搬迁至新建的维也纳校区，同时布达佩斯校区仍得到保留。自2020/21學年起，所有學習課程僅在維也納提供。当前臨時使用的教学楼位于法沃里滕区，到2025年前将搬迁到彭青區專門為中欧大学改建的校園，同时保留在布達佩斯的教研活動地點，如中欧大学民主研究所。
自2020/2021學年以來，中欧大学還首次開設了三个學士學位課程，這是中欧大学在2019年7月被認可為奥地利第16所私立大學並因此能夠授予認可學位的先決條件之一。这些学位也在美国得到认可。

## 图集

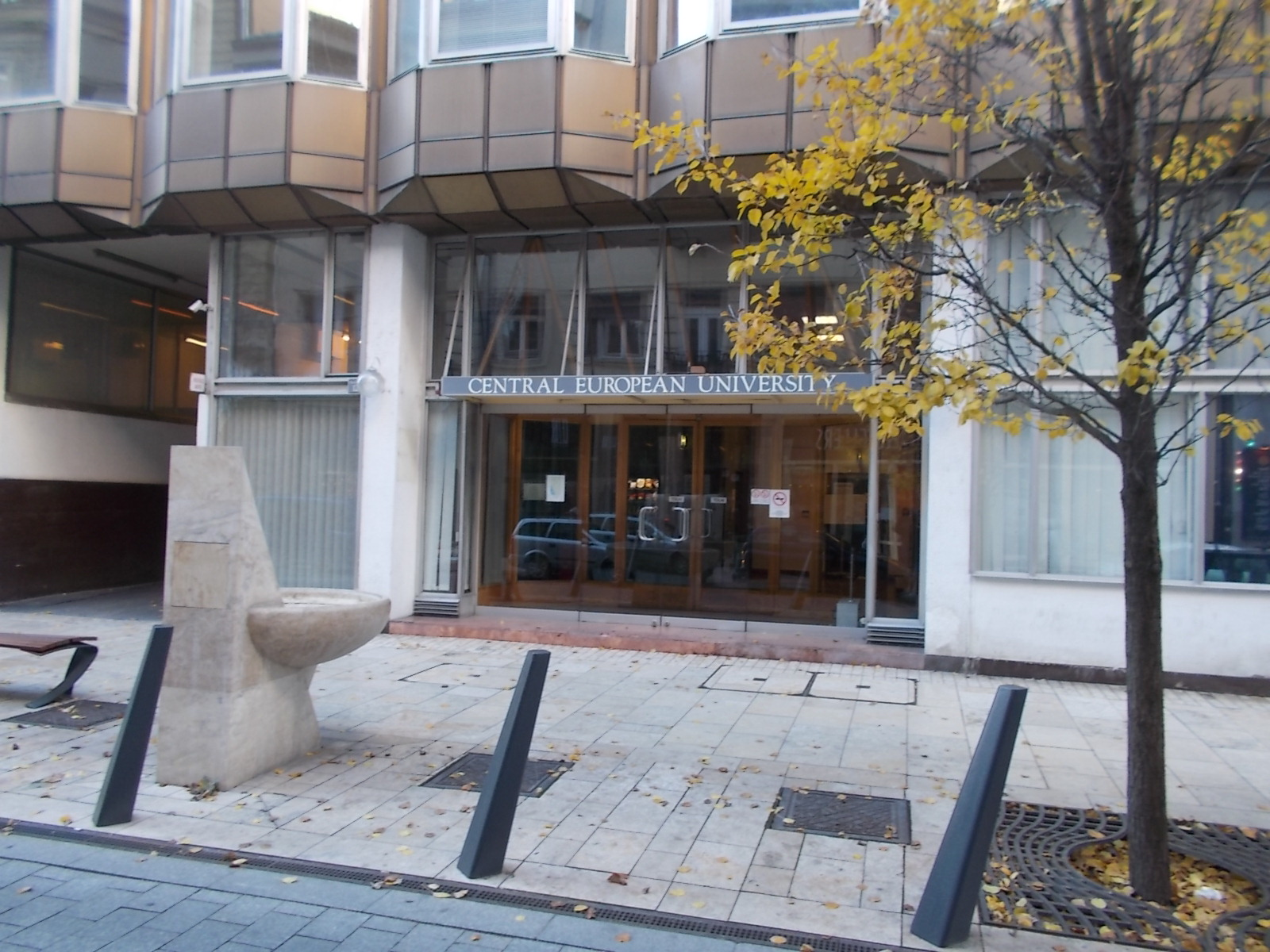
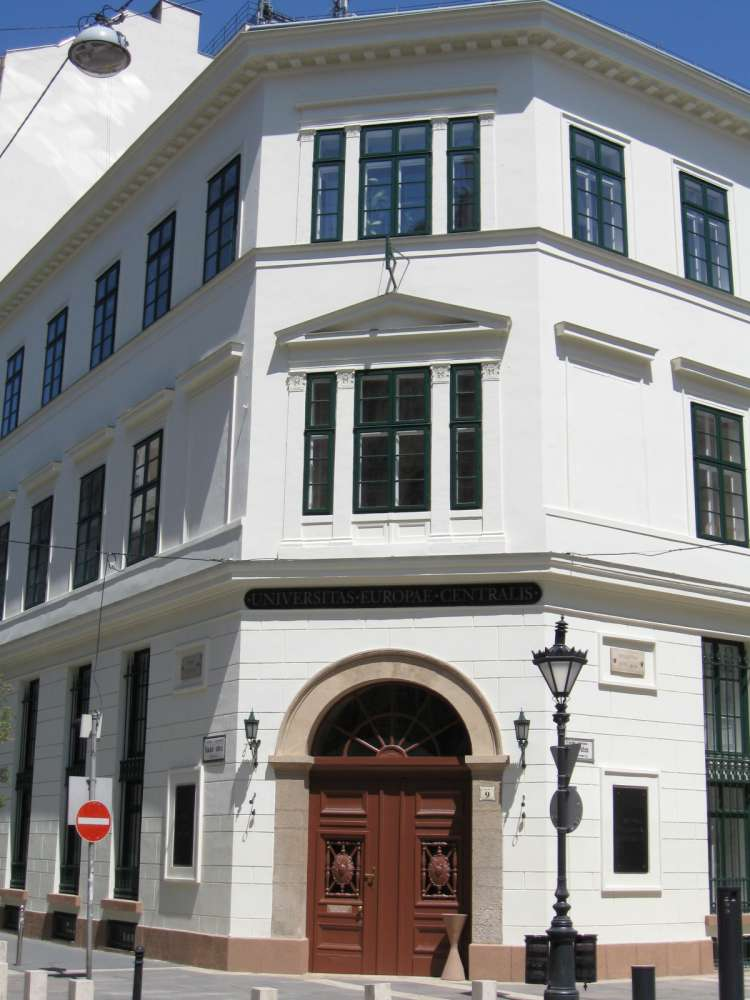
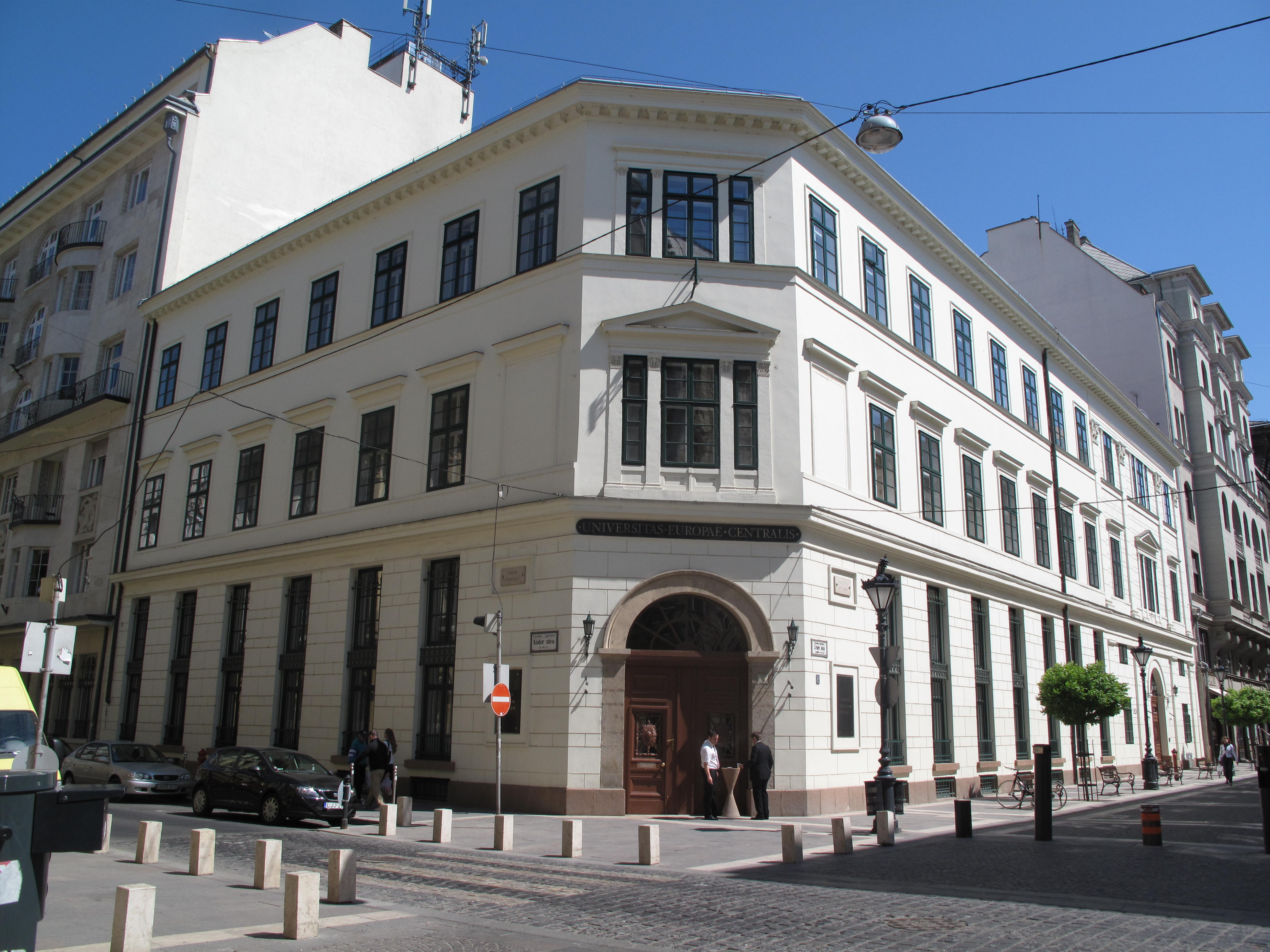
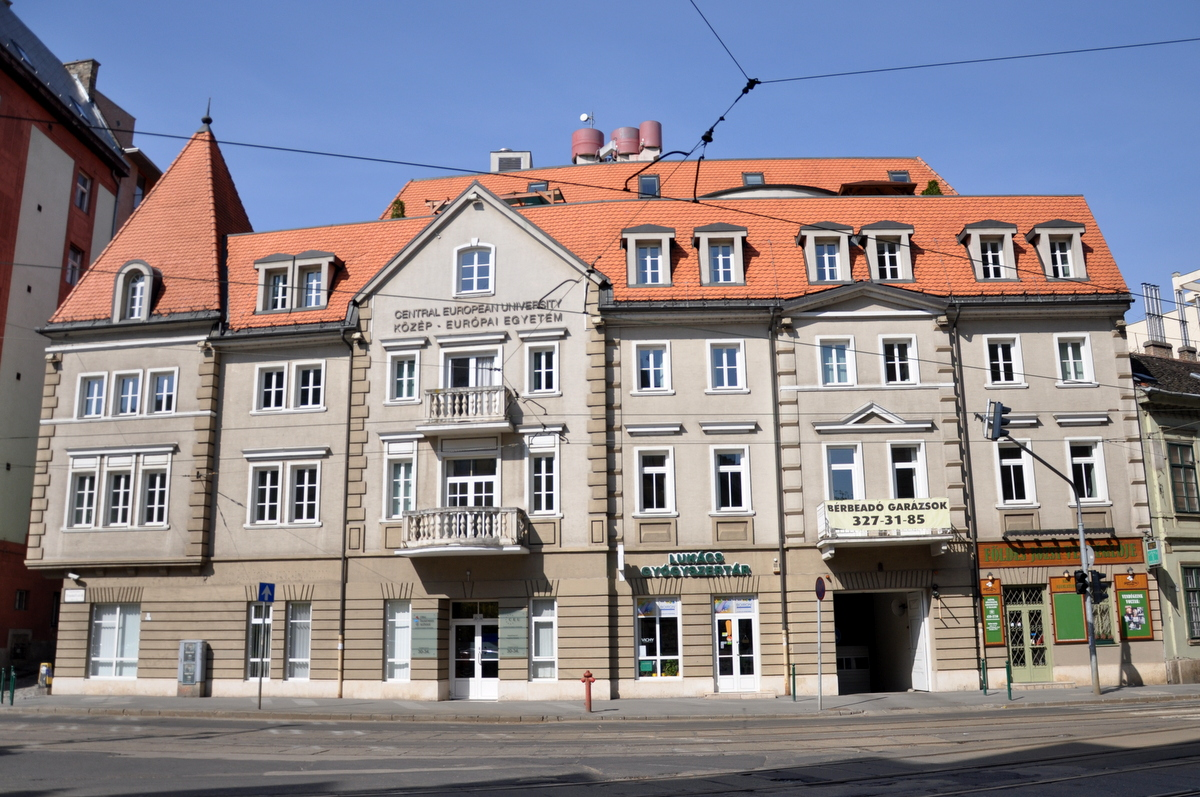
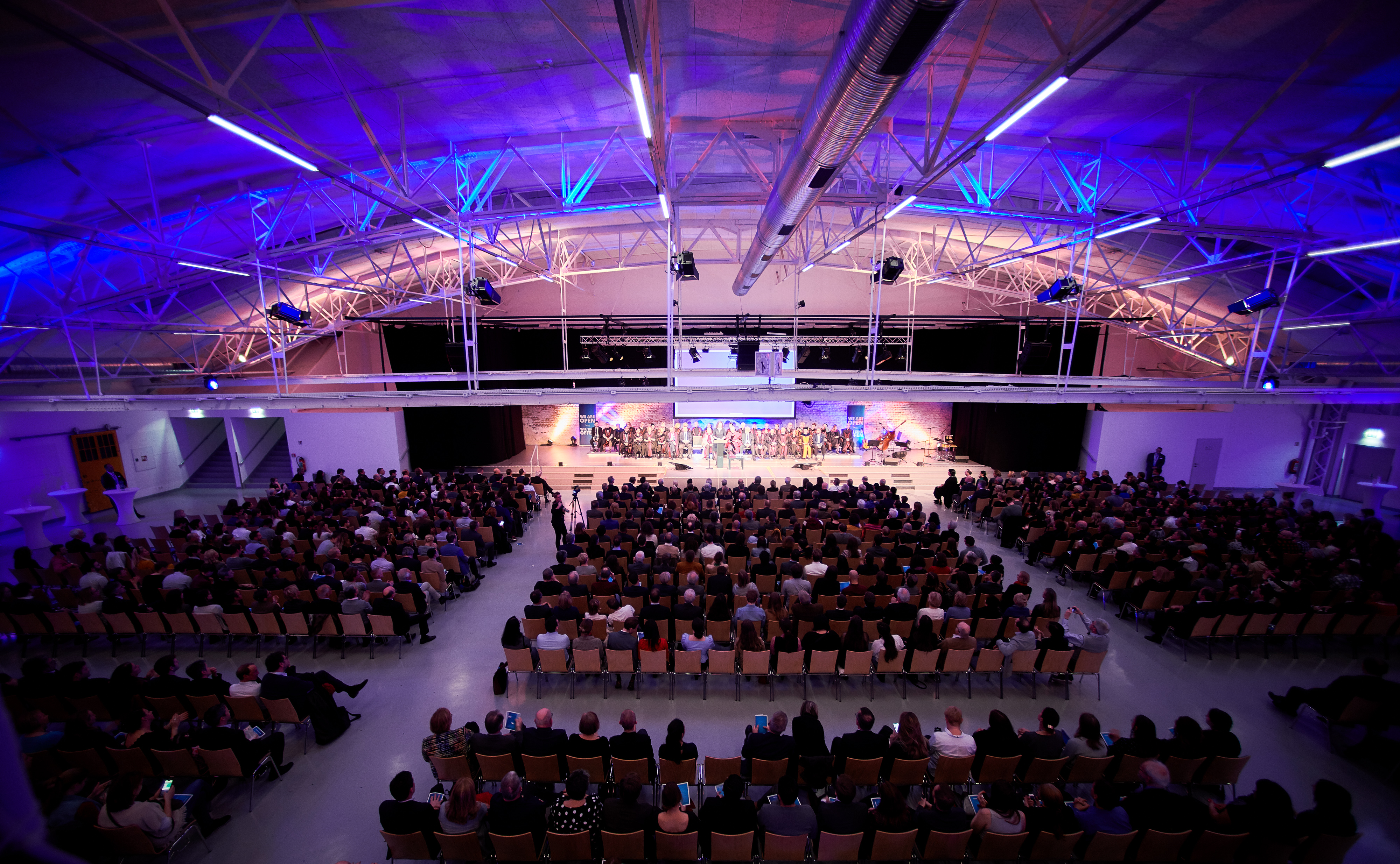
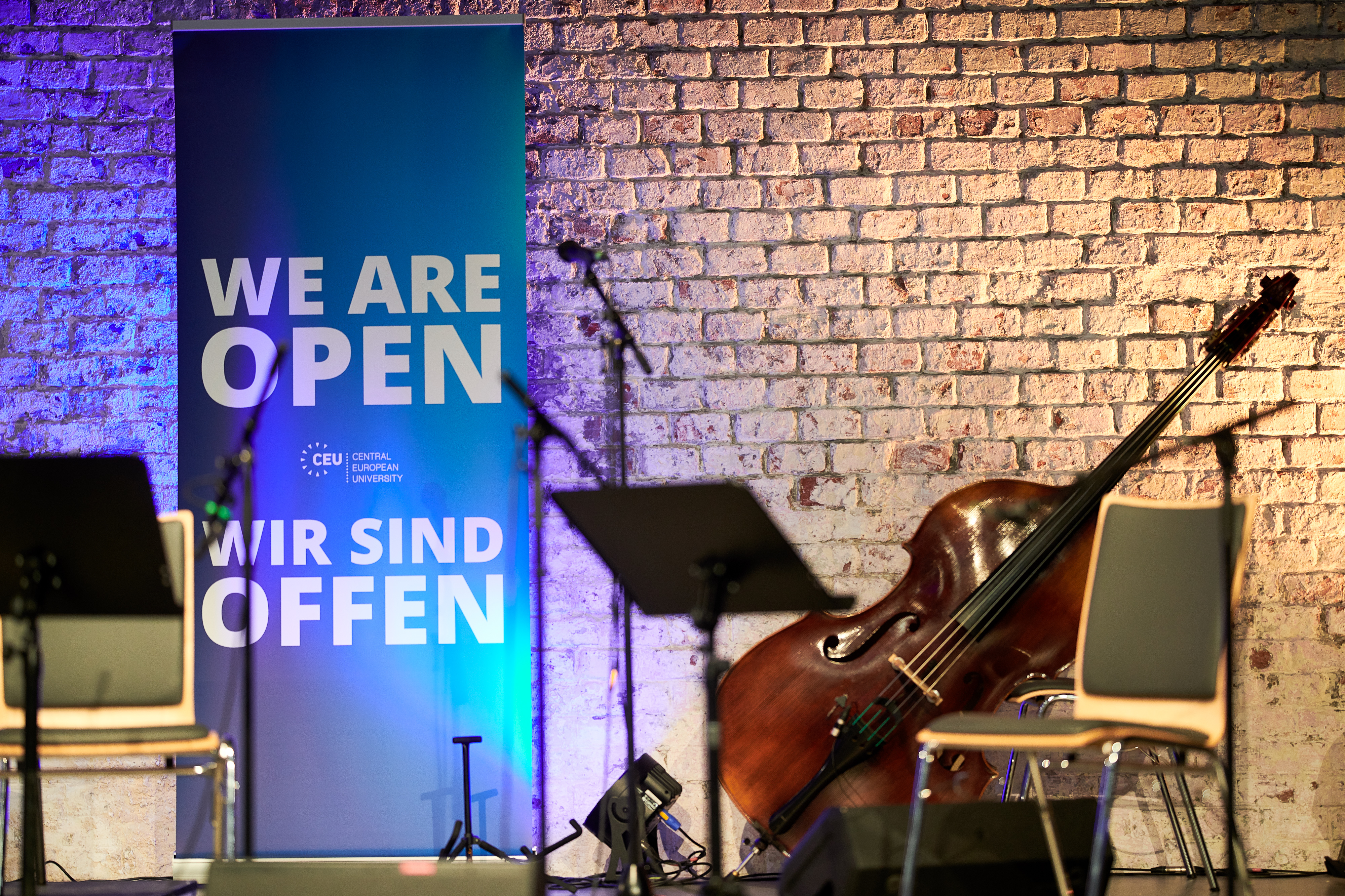

## 院系设置
中欧大学由学系（Departments）和研究中心等组成，此外还有一个博士生院。
- 政治学、公共政策和國際關係學博士生院[36]
- 政治学系[37]
- 國際關係學系[38]
- 公共政策学系[39]
- 哲学系[40]
- 性别研究系[41]
- 歷史學系[42]
- 中世纪研究系[43]
- 社会学及社會人類學系[44]
- 法学系[45]
- 认知科学系[46]
- 经济商业系[47]
- 环境科学与政策系[48]
- 数学及应用数学系[49]
- 网络与数据科学系[50]
- 民族主義研究项目[51]

## 课程设置
2019学年，中欧大学共有1217名学生入学，其中国际学生962人，占比达八成，为全球第4名。除了三个跨学科的学士课程外，中欧还提供以下学科的博士学位课程和硕士学位课程。中欧大学的所有学位都以研究为重点，所有课程均以研讨会式的小型课堂授课，强调低师生比。
| 阶段 | 年制     | 学位               | 专业 |
| ---- | -------- | ------------------ | --- |
| 学士 | 三至四年 | 文学学士           | 哲学、政治与经济；文化、政治与社会；定量社会科学 |
| 硕士 | 一年     | 文学硕士           | 比较史学；经济学；国际经济关系；人权；国际关系学；晚期古典、中世纪与早期现代研究；民族主义研究；哲学；政治学；公共政策；社会学及社会人类学；性别研究 |
| 硕士 | 一年     | 理学硕士           | 环境科学及政策；商业分析学；金融学；数学及应用数学 |
| 硕士 | 一年     | 法学硕士           | 比较宪法学；人权；国际商法 |
| 硕士 | 一年     | EMBA               | 跨国工商管理碩士 |
| 硕士 | 两年     | 文学硕士           | 经济学；全球市场中的经济政策；比较史学（方向：现代史或晚期古典、中世纪和文艺复兴研究）；文化遗产研究（方向：学术研究与保护、管理与政策）；民族主义研究；哲学；政治学；国际关系学；社会学及社會人類學；批判性性别研究；国际公共事务 |
| 硕士 | 两年     | 理学硕士           | 数学及应用数学；科技管理及创新 |
| 硕士 | 两年     | MPA                | 公共行政碩士；EMPA |
| 硕士 | 两年     | EMBA               | 国际高级管理人员工商管理硕士 |
| 硕士 | 两年     | 伊拉斯莫斯世界計劃 | 伊拉斯莫斯世界計劃联合学位：公共政策（与鹿特丹大学、约克大学、巴塞隆納國際研究學院）；环境科学、政策及管理（与隆德大学、曼彻斯特大学、爱琴大学、萨斯喀彻温大学、明德大学蒙特雷国际研究学院）；女性及性别研究（与格拉纳达大学、博洛尼亚大学、罗兹大学、奧維耶多大學、约克大学、乌特勒支大学）；欧洲女性及性别史（与维也纳大学、里昂第二大學、索非亚大学）；公共领域史（与东京外国语大学、里斯本新大學、佛罗伦萨大学） |
| 博士 | 四至六年 | 哲学博士           | 比较史学；晚期古典、中世纪和早期现代研究；哲学；政治学（方向：國際關係學、比较政治学、公共政策、国际政治经济学、政治理论）；社会学及社会人类学；比较性别研究；经济学；环境科学及政策；数学及应用数学；网络科学；认知科学 |
| 博士 | 四至六年 | 法学博士           | 法學博士 |
| 博士 | 四至六年 | DBA                | 工商管理博士 |

在非学位课程方面，有只为在读的学位生提供的高级证书（Advanced Certificate），类似于辅修或专攻。區域研究类有中欧研究、东地中海研究、罗姆人研究。定量研究类有数据分析、数据科学、不平等分析、网络科学。政治类有政治思想、伦理学与政治哲学、宗教研究。另有暑期大学（Summer University），为人文社会科学领域的青年学者提供一系列学术课程，1996年迄今已有一万余名名学员参加。

## 国际合作
中欧大学是CIVICA联盟的八个成员之一，该联盟致力于欧洲社会科学、人文、商业管理和公共政策方面的高等教育，包括巴黎政治学院、倫敦政治經濟學院、博科尼大学、斯德哥尔摩经济学院、欧洲大学学院、赫尔蒂学院、国立政治研究与公共行政大学。
中欧大学与巴德学院一道创立开放社会大学网络（Open Society University Network, OSUN），与理念相近的伙伴院校和科研机构合作，包括倫敦大學亞非學院、卡內基國際事務倫理委員會、漆咸樓、普林斯顿大学历史学系、加州大学伯克利分校人权中心、贝尔格莱德大学哲学与社会理论研究所、维也纳人文科学研究所、國立中山大學等。
中欧大学的一般伙伴院校及在伊拉斯謨計劃框架下除CIVICA联盟院校外的伙伴院校包括：
- 奥地利：维也纳大学[134]、维也纳经济大学、格拉茨大学
- 比利时：天主教鲁汶大学 (荷兰语)、鲁汶天主教大学 (法语)
- 捷克：查理大学、马萨里克大学、帕拉茨基大学
- 德国：慕尼黑大学、汉堡大学、明斯特大学、不来梅大学、慕尼黑工业大学、柏林洪堡大學、法蘭克福大學、哥廷根大学、曼海姆大学、蒂宾根大学、埃尔福特大学、比勒费尔德大学、德累斯顿工业大学、奥格斯堡大学、康斯坦茨大学、波鴻魯爾大學、雷根斯堡大学、柏林巴德学院
- 匈牙利：羅蘭大學、布达佩斯考文纽斯大学、德布勒森大学、佩奇大学、布达佩斯德语大学、塞格德大学[135]
- 希腊：爱琴大学、克里特大学、马其顿大学
- 瑞典：隆德大学、乌普萨拉大学
- 法國：巴黎第一大学、里昂第二大學、社会科学高等学院、高等经济商业学院
- 義大利：博洛尼亚大学、帕多瓦大學、罗马路易斯大学、威尼斯大学、帕维亚大学、罗马第三大学、錫耶納大學、的里雅斯特国际高级研究院、圣安娜高等学院
- 斯洛維尼亞：卢布尔雅那大学
- 荷蘭：萊頓大學、乌特勒支大学、阿姆斯特丹自由大学、鹿特丹大学
- 瑞士：日内瓦国际关系及发展高等学院、日内瓦大学、苏黎世大学、伯尔尼大学、巴塞尔大学、纳沙泰尔大学
- 波蘭：华沙大学、雅盖隆大学、弗羅茨瓦夫大學、格但斯克大学
- 西班牙：巴塞罗那大学、庞培法布拉大学、格拉纳达大学、奧維耶多大學
- 爱沙尼亚：塔尔图大学
- 羅馬尼亞：巴比什-博雅依大学
- 挪威：奥斯陆大学
- 英国：牛津大学
- 美国：巴德学院、哥伦比亚大学、埃默里大学、斯坦福大学、加州大学伯克利分校、布兰迪斯大学、康奈尔大学法学院、普渡大學、罗格斯大学[136]
- 加拿大：多倫多大學、维多利亚大学[136]
- 中国：中国政法大学、北京师范大学、上海交通大学安泰经济管理学院[136]
- 日本：东京外国语大学、一桥大学[136]

## 学术声誉
- 中欧大学師生比低而国际学生比高[138][139]，被《自然》和德国之声称为精英大学。[140][141]
- 在2021年QS世界大学排名中，中欧大学在政治学和國際研究排名25名，哲学排名35名，历史学、社会学和社会政策與行政均在50-100区间。[137]
- 泰晤士高等教育世界大學排名中，中欧大学的社会科学位列全球第91名。[142]
- 世界大学学术排名中，中欧大学的政治学位列全球76-100，经济学和公共行政学位列全球151-200，心理学位列全球201-300。[143]
- EduRank中，中欧大学的國際關係學位列全球117名。[144]
- 根据德国报纸时代周报排名，中欧大学政治科学系在欧洲排名前5。
- 中欧大学法学系被捷克报纸《人民报》（捷克語：Lidové noviny）评为中欧第一，调查范围包括奥地利、捷克、德国、匈牙利、波兰和斯洛伐克共6国的大学。[145]
- 中欧大学经济系最近在欧洲研究基金会(ERC)的研究中名列欧洲第八。[146]

## 附属设施

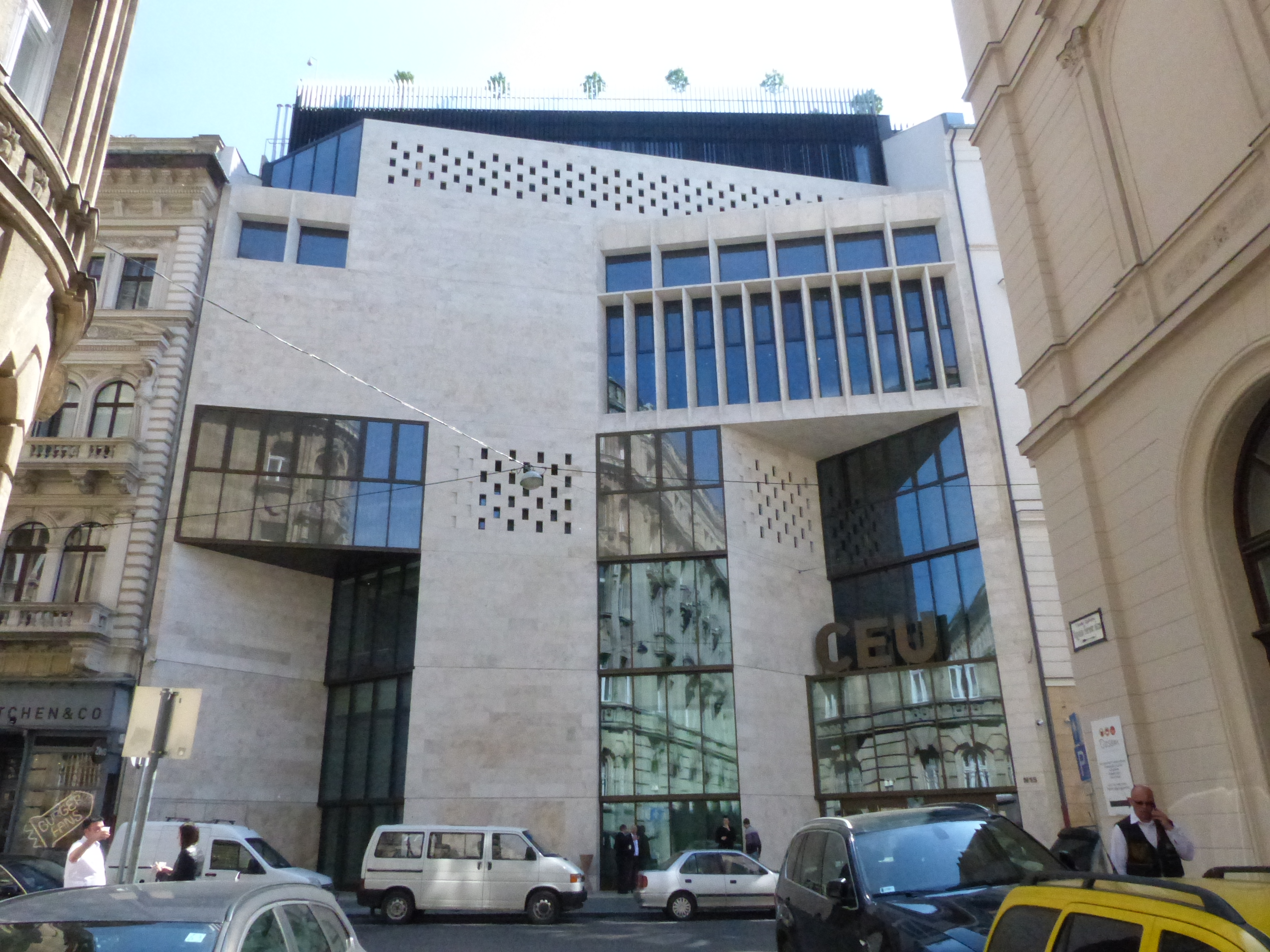
2016年始运的中欧大学图书馆

### 图书馆
中欧大学图书馆是中欧最大的英语书籍汇集处之一，尤其在社会科学和人文学科方面，不仅有丰富的实物馆藏，还有详尽的数字化图书馆。图书馆拥有超过255,000不同形式的文档，同时可以查询使用多个学术数据库。

### 档案馆
中欧大学的开放社会档案馆是国际冷战研究中最优秀的研究成果之一，藏有关于共产主义时期政治、社会及文化生活的资料合共7500延米書冊、1.1萬小時的影音紀錄及12TB的數據。开放社会档案馆的收藏资料还包括自由欧洲电台的文字记录，同时还有世界最多的中欧及东欧共产主义事情地下秘密出版物和资料。档案馆亦不断新增关于国际人权及战争犯罪的文件及音像资料。

### 出版社
中欧大学出版社是中欧和东欧最大的英语出版商。自1993年成立以来，该社在出版关于该地区经济、社会和政治转型的书籍方面发挥了重要作用，包括匈牙利语的书籍或匈牙利主题的书籍。其全球畅销书前10名中有4本与匈牙利有关。

## 重要人物

### 校友
建校三十周年之际，中欧大学已有150多国近两万名校友，其中大多數人受僱於商業、教育、研究或政府部門。
中欧大学的政法界校友包括前格魯吉亞總統格奥尔基·马尔格韦拉什维利、匈牙利籍歐洲議會議員莉維亞·雅羅卡、罗马尼亚籍罗姆人欧洲议会议员莫妮卡·馬科維、前格魯吉亞國防部長蒂納廷·希達舍利、斯洛伐克的匈牙利联盟黨主席約瑟夫·貝雷尼、阿塞拜疆政治家伊爾加·馬馬多夫、前克羅地亞司法部長奥萨特·米耶尼奇、欧尔班政府的國際發言人佐爾坦·科瓦奇等。
中歐大學還培養了大批社會科學、人文學科和環境科學的學者，如捷克帕拉茨基大学歷史學教授兼校長雅羅斯拉夫·米勒、罗马尼亚宗教歷史學家安德烈·奧伊斯泰努、波兰政治學家托馬斯·卡穆塞拉、波蘭科學院副院長帕維爾乌·羅溫斯基等。
华人校友有郭家佑、福建技术师范学院党委书记赖海榕等。

中欧大学校友
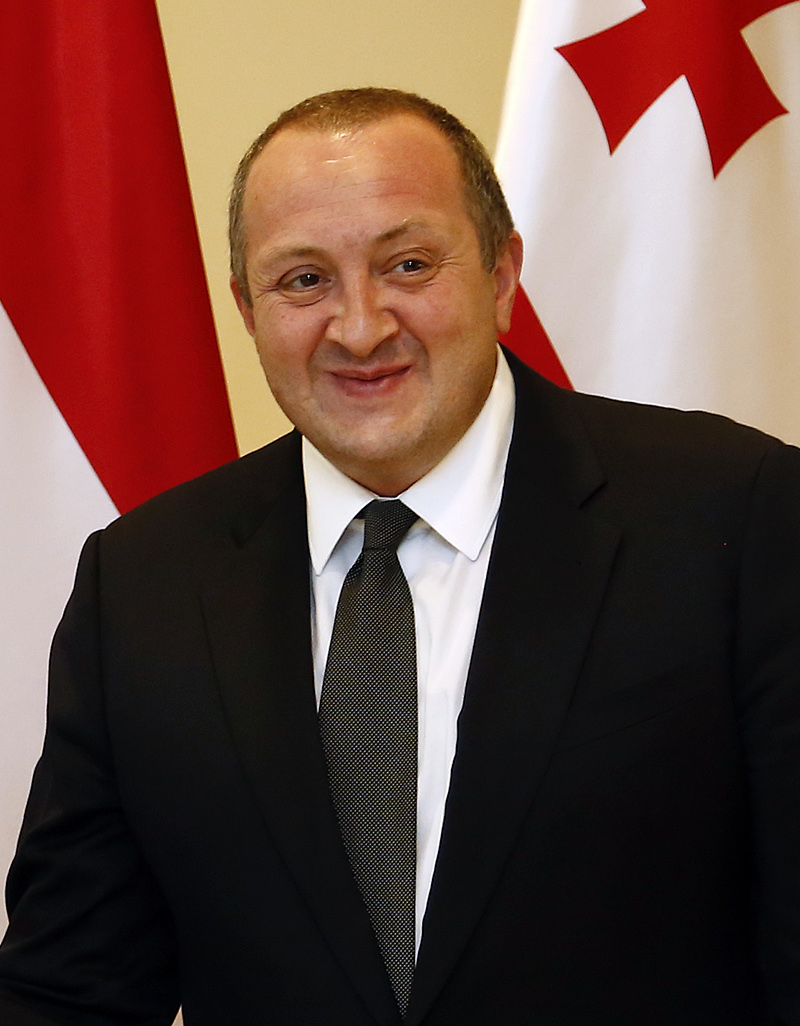
前格魯吉亞總統格奥尔基·马尔格韦拉什维利(MA 1994)
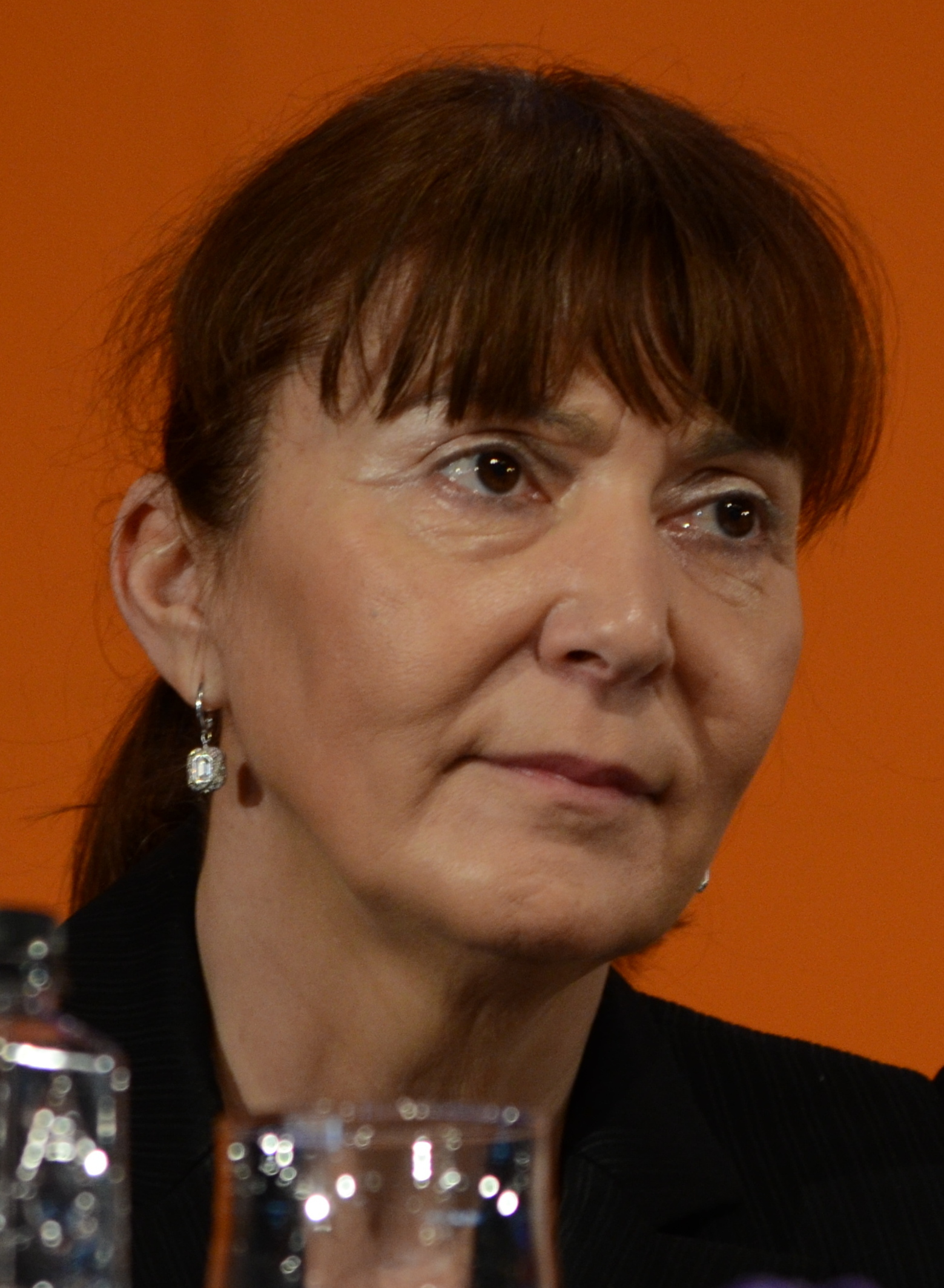
罗马尼亚籍罗姆人欧洲议会议员莫妮卡·馬科維(LLM 1993)
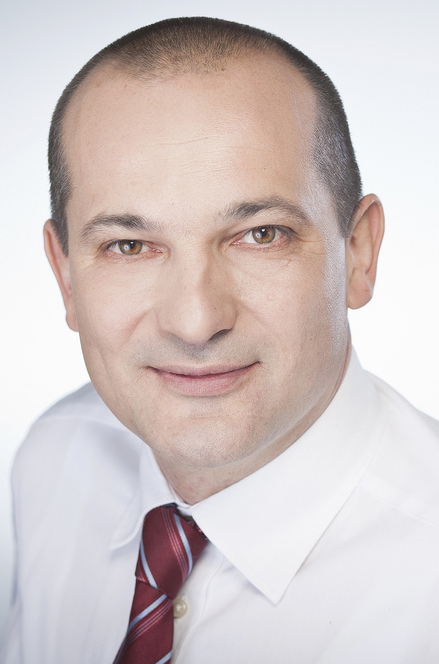
前克羅地亞司法部長奥萨特·米耶尼奇(MA 1995)
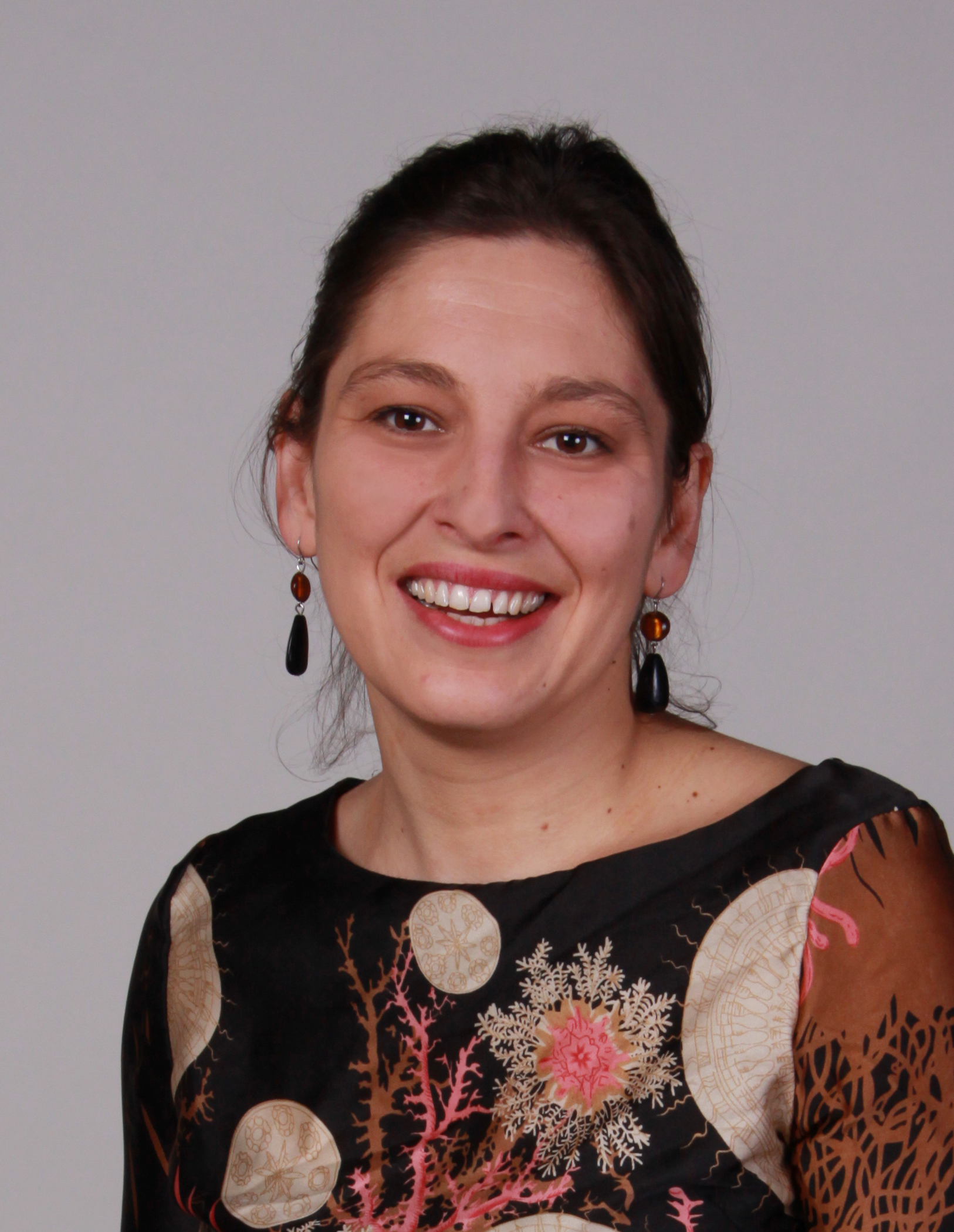
匈牙利籍歐洲議會議員莉維亞·雅羅卡(MA 2001)
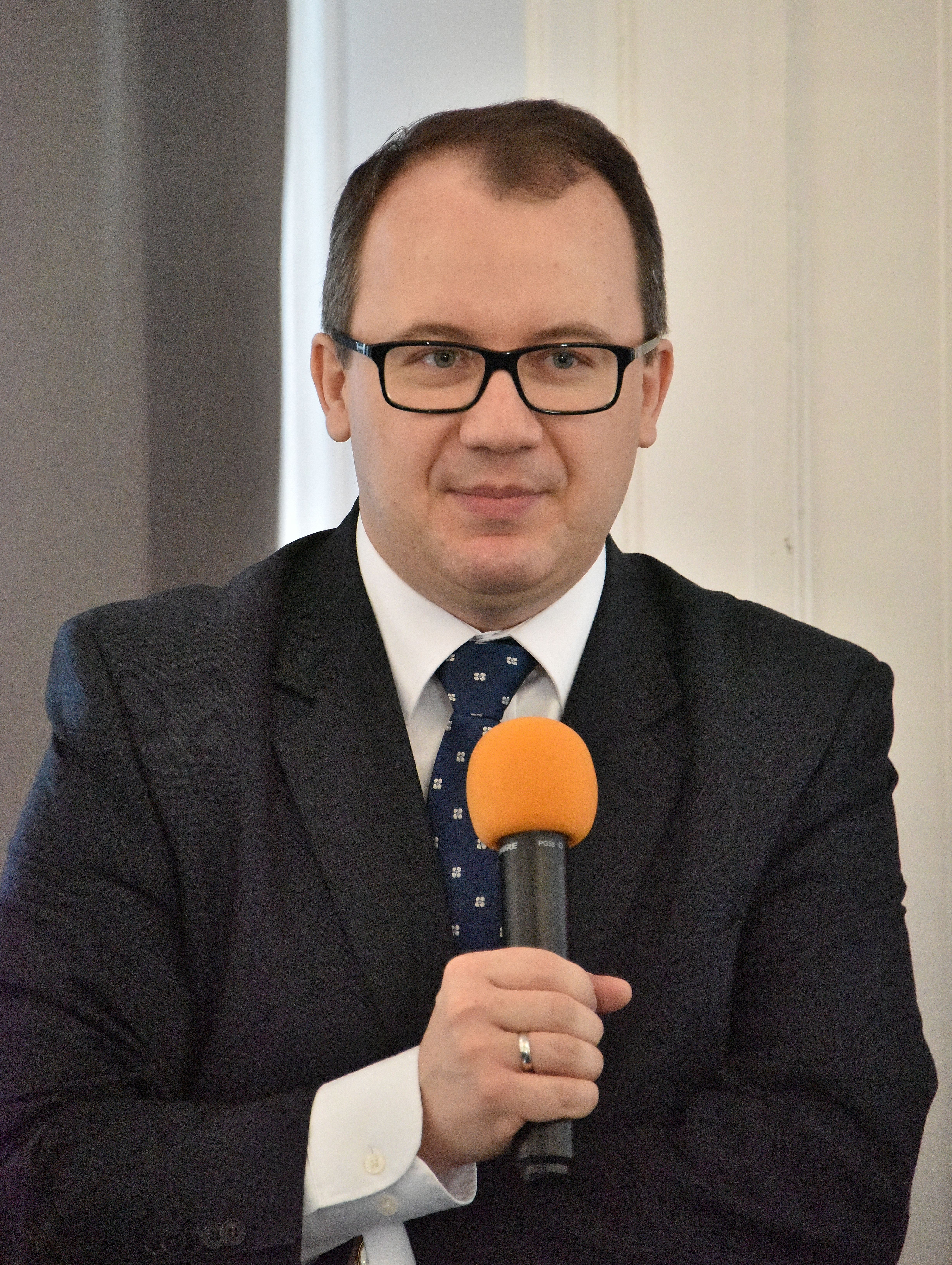
前波蘭检察长亞當·博德納(LLM 2000)